# Epworth (Zimbabwe)
Epworth – dzielnica w południowo-wschodniej części Harare, stolicy Zimbabwe. Według danych ze spisu ludności w 2012 roku liczyło 167 462 mieszkańców.